# Furina (Genshin Impact)
Furina de Fontaine là nhân vật hư cấu trong Genshin Impact do miHoYo phát triển. Ra mắt lần đầu trong teaser “Bữa Tiệc Hạ Màn” vào tháng 7 năm 2023, về sau xuất hiện với vai trò NPC trong phiên bản 4.0. Đến phiên bản 4.2, người chơi có thể sở hữu Furina thông qua tính năng Cầu Nguyện, với vai trò nhân vật 5 sao hạn giờ, sử dụng kiếm đơn làm vũ khí. Trong game, cô là bản thể con người của Thủy Thần Focalors. Sau khi giải quyết lời tiên tri, cô thoái vị và sống cuộc đời của một con người bình thường. Furina sở hữu 2 dạng Sức Mạnh Nền Tảng “Ousia” và “Pneuma”, đồng thời có khả năng di chuyển trên mặt nước.
Thiết kế trang phục và bối cảnh nhân vật Furina được lấy cảm hứng từ văn hóa Pháp, Kitô giáo cùng hình tượng nàng tiên cá, đồng thời kết hợp những đặc điểm của lễ phục ban ngày và váy lót của lễ phục nữ phương Tây. Vương miện và ruy băng được lấy cảm hứng từ phụ kiện yêu thích của hoàng thất châu Âu. Về phần lồng tiếng, Furina được thể hiện bởi Qian Chen (tiếng Trung), Amber Lee Connonrs (tiếng Anh), Minase Inori (tiếng Nhật) và Kim Ha-yeong (tiếng Hàn). Trong Nhiệm Vụ Truyền Thuyết "Chương Tư Tụng Màn 1 – Tinh Linh Nước Bé Nhỏ", ca khúc tiếng Pháp "La vaguelette" được độc diễn bởi ca sĩ Cécilia Cara.  

## Thiết kế
Quá trình thiết kế nhân vật Furina đã bắt đầu từ khi Genshin Impact còn đang trong quá trình phát triển. Là một vị thần đặc biệt, đội ngũ phát triển đã đưa ra một số thiết kế khác với những vị thần trước đó, đồng thời thêm vào nhiều yếu tố mâu thuẫn nhằm thể hiện hai mặt tính cách của nhân vật. Trong quá trình phát triển, đội ngũ đã thiết kế nhiều kiểu tạo hình khác nhau cho Furina, nhưng chỉ có hai bộ được chọn vì giới hạn phát triển và yêu cầu của cốt truyện. Tạo hình và nội dung nhân vật Furina là sự kết hợp từ nhiều nền văn hóa khác nhau, bao gồm văn hóa Pháp, Kitô giáo và nhạc kịch cận đại. Tên gọi các cấp trong hệ thống Cung Mệnh của Furina đều được tham khảo từ những vở kịch kinh điển, chẳng hạn như tên Cung Mệnh Tầng 1 “Như Chú Chim Bất Kham, Tình Yêu Miễn Cầu Xin” được trích từ vở opera Carmen.
Theo đội ngũ phát triển, tính cách Furina “hay ra vẻ, nhưng bên trong thật ra là một cô gái rất hoạt bát” và được thiết kế như một đại minh tinh. Trang phục của Furina là một bộ lễ phục ban ngày, với phần đuôi – được lấy cảm hứng từ câu chuyện Nàng tiên cá – cải tiến từ váy lót của lễ phục nữ phương Tây. Vương miện và ruy băng được lấy cảm hứng từ phụ kiện yêu thích của hoàng thất châu Âu. Chiếc nơ màu xanh được buộc bên cạnh ruy băng tượng trưng cho địa vị quý tộc, đôi tất lấy cảm hứng từ thiết kế áo cổ diềm xếp nếp, cùng họa tiết hoa diên vĩ – quốc hoa của nước Pháp – trên cổ tay áo và đỉnh mũ. Mỗi chi tiết đều được nghiên cứu tỉ mỉ – từ chiếc váy dạ hội được cách điệu nhẹ nhàng, đến vũ khí “trấn” mang hình dáng gậy baton, cùng động tác tấn công và thi triển kỹ năng tựa như biểu diễn nghệ thuật – những yếu tố ấy góp phần tôn lên cá tính và thần thái của Furina. Về phần lồng tiếng, Furina được thể hiện bởi Qian Chen (tiếng Trung), Amber Lee Connonrs (tiếng Anh), Minase Inori (tiếng Nhật) và Kim Ha-yeong (tiếng Hàn). Riêng ca khúc “La vaguelette” được độc diễn bởi ca sĩ Cécilia Cara. Khi sáng tác ca khúc “La vaguelette”, đội ngũ phát triển muốn truyền tải cảm xúc chân thực nhất, nên đã thống nhất nên soạn lời bằng tiếng Pháp – quyết định này đã gây rất nhiều khó khăn do rào cản về ngôn ngữ.

## Thể hiện

### Cốt truyện
Furina là nhân vật trung tâm trong cốt truyện chính Fontaine, đồng thời là bản thể con người của Thủy Thần Focalors. Vào thời xa xưa, Thủy Thần tiền nhiệm Egeria cảm nhận được niềm khao khát được sống trên đất liền của thần dân. Bà đã chiếm đoạt sức mạnh của Biển Khởi Nguyên để biến thần dân thành hình dạng con người. Hành vi tự ý tạo ra con người đã khiến Thiên Lý tức giận. Lời tiên tri được giáng xuống để trừng trị người dân Fontaine, rằng “nước biển sẽ dâng lên, người Fontaine sẽ bị hòa tan trong nước biển, chỉ còn Thủy Thần ngồi khóc trên ngai thần. Lúc đó, tội lỗi của người Fontaine mới được gột rửa”. Biết không thể đối đầu với Thiên Lý, Egeria chọn Focalors làm Thủy Thần kế nhiệm. Sau khi trở thành Thần, Focalors đã phân tách “thần cách” ra khỏi tinh thần và thể xác của mình, chỉ để lại một bản thể con người – bản thể này được đặt tên là Furina  – để đóng giả mình nhằm đánh lừa Thiên Lý. Trong khi đó, Focalors không ngừng bí mật thu thập Indemnitium cho Cỗ Máy Phán Quyết, nhằm tích lũy năng lượng để phá hủy ngai thần, trả lại quyền năng của Thủy Thần cho Thủy Long Vương – người có khả năng ứng phó với thảm họa. Để đảm bảo bí mật tuyệt đối, ngay cả Furina cũng không được biết về kế hoạch, cứ như thế Furina đã đóng vai thần linh suốt 500 năm.
Khi Nhà Lữ Hành (người chơi) đến Fontaine tìm Thủy Thần, cậu/cô vô tình bị cuốn vào vụ án thiếu nữ mất tích hàng loạt. Trong quá trình điều tra, thông tin người Fontaine có thể bị Nước Biển Khởi Nguyên hòa tan được công khai khiến người dân hoang mang. Vụ án khiến lời tiên tri được lan truyền rộng rãi, người dân kỳ vọng Furina – với danh nghĩa Thủy Thần – sẽ đưa ra giải pháp đối phó với lời tiên tri, nhưng cô luôn tìm cách tránh né khiến mọi người nghi ngờ năng lực và thân phận thật của cô. Không lâu sau, Thị Trấn Poisson – vùng trũng Fontaine xảy ra sự cố rò rỉ Nước Biển Khởi Nguyên, nhiều cư dân đã bị hòa tan thành nước. Sự cố này đã thúc đẩy Nhà Lữ Hành phối hợp với một nhóm người dùng biện pháp mạnh – đưa Furina ra tòa với cáo buộc rằng cô không phải là một vị thần. Furina không thể phản bác cáo buộc này và thua kiện, chính phiên tòa này đã giúp Focalors thu thập đủ năng lượng để phá hủy ngai thần.Sau khi phá hủy ngai thần, Focalors hi sinh và trả lại quyền năng của Thủy Thần cho Neuvillette. Ông thực hiện di nguyện cuối cùng của bà, dùng sức mạnh mới đặc xá mọi tội lỗi của mọi người dân Fontaine, giúp họ không còn bị ảnh hưởng bởi Nước Biển Khởi Nguyên. Nhà Lữ Hành cùng Neuvillette tiến sâu vào lòng biển để tiêu diệt Thôn Tinh Kình Ngư – nguồn gốc của tất của tai họa tại Fontaine, sinh vật thực thi lời tiên tri. Sau khi đánh bại mãnh thú, mực nước vẫn dâng cao và Fontaine đã bị nhấn chìm trong nước, nhưng người dân Fontaine vẫn sống sót và không bị hòa tan như lời tiên tri.
Sau khi giải quyết lời tiên tri, đồng thời không còn chịu lời nguyền bất tử từ Focalors, Furina sống cuộc đời của một con người bình thường. Cô từ chức Thủy Thần và giao lại công việc cho Neuvillette, địa lục Teyvat chỉ còn lại sáu vị Thần. Một thời gian sau, Nhà Lữ Hành nhận được ủy thác từ Hiệp Hội Nhà Mạo Hiểm, rằng có đoàn kịch sắp giải thể muốn tìm nữ chính thay thế cho nhân sự đang bị ốm. Furina – dù không còn hứng thú việc lên sân khấu biểu diễn – cô vẫn quyết định giúp đỡ với tư cách nữ chính. Nhân vật nữ chính trong vở kịch có hoàn cảnh giống hệt với trải nghiệm cá nhân của cô. Khi biểu diễn trên sân khấu, Furina đã tháo gỡ được nút thắt trong lòng, đồng thời nhận được Vision Thủy.

### Lối chơi
Khác với các nhân vật khác đến từ Fontaine, Furina sở hữu 2 dạng “Sức Mạnh Nền Tảng” – cơ chế chiến đấu đặc biệt tại Fontaine – “Ousia” và “Pneuma” – giúp cô thay đổi linh hoạt giữa hai trạng thái. Tùy vào trạng thái hiện tại mà bộ kĩ năng và trang phục của cô sẽ thay đổi theo. Ở trạng thái Ousia, Kỹ Năng Nguyên Tố sẽ triệu hồi 3 sinh vật giúp tấn công kẻ địch, đồng thời tiêu hao HP của nhân vật. Còn ở trạng thái Pneuma, Furina triệu hồi một sinh vật duy nhất, giúp hồi phục HP cho các nhân vật trong trận. Về Kỹ Năng Nộ, khi HP nhân vật trong trận dao động sẽ nhận hiệu ứng buff, giúp tăng sát thương và khả năng hồi phục HP. Ngoài ra, Thiên Phú giúp cô có thể di chuyển trên mặt nước khi kích hoạt Kỹ Năng Nguyên Tố.

## Đón nhận

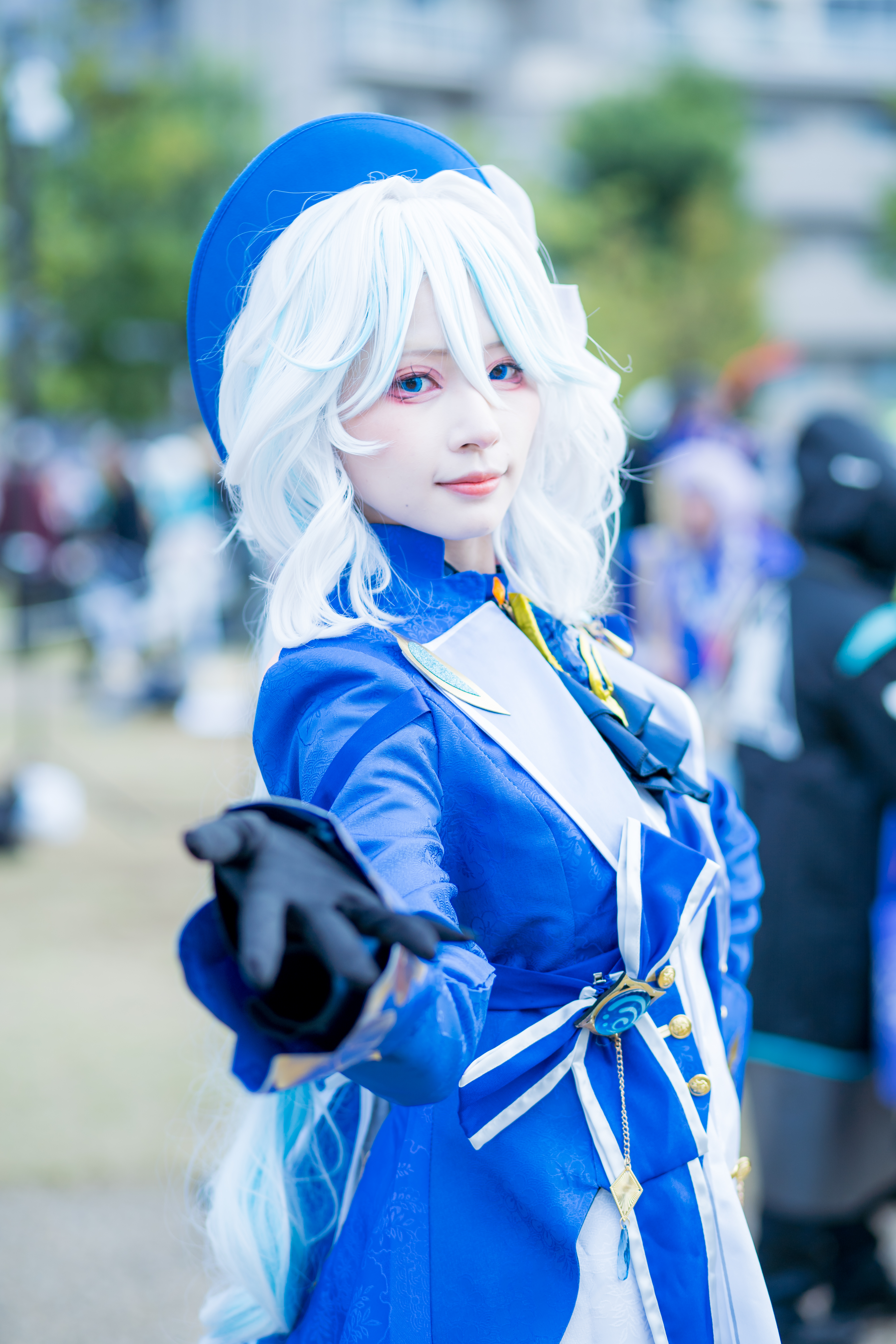
Cosplay Furina tại lễ hội Halloween Ikebukuro, Tokyo năm 2023

Furina được xem là một trong những nhân vật được mong đợi nhất kể từ khi xuất hiện trong phiên bản 4.0. Sau khi Furina ra mắt trong tính năng Cầu Nguyện, Genshin Impact đã vươn lên đứng đầu bảng xếp hạng doanh thu App Store Trung Quốc và Google Play. Một người chơi đã bí mật tiêu hơn 600 USD từ thẻ tín dụng của bạn gái để sở hữu Furina. Sau khi bị phát hiện, anh ta không nhận lỗi mà còn đổ lỗi ngược lại, dẫn đến việc lễ đính hôn bị hủy bỏ.
Du hí nhật báo nhận xét những gì Furina thể hiện trong phiên bản 4.0 và 4.1 “thiếu đi sự uy nghiêm của một vị thần”. Dẫn lời từ một người chơi lâu năm trên ChuApp, "cốt truyện Furina quá chú trọng vào khía cạnh cá nhân" và "chỉ biết than vãn về số phận, không thể hiện được trách nhiệm của người đứng đầu". ChuApp nhận định những lần xuất hiện của Furina trong các phiên bản trước [4.0, 4,1] mang tính “cường điệu hóa”, đặt nặng yếu tố trình diễn. Đến phiên bản 4.2, hầu như toàn bộ cốt truyện đều xoay quanh cô, mọi plot twist đều được giải mã cùng một lúc khiến nhịp kể trở nên dồn dập. Anime Corner nhận định Furina được khắc họa như “một bà hoàng diễn sâu”, một bên sở hữu tính cách phô trương, mặt khác lại tỏ ra yếu đuối khi bị dồn vào thế bí, những yếu tố này giúp cô trở nên khác biệt so với các vị thần khác trong game. GamesRadar+ nhận định tuyến truyện của Furina là một trong những cốt truyện game xuất sắc nhất năm 2023. đồng thời cho rằng hoàn cảnh của cô có phần tương đồng với đứa trẻ trong truyện ngắn The Ones Who Walk Away from Omelas. Game Rant nhận định Furina là đại diện cho những người buộc phải gánh vác những trọng trách vượt quá khả năng của bản thân, đồng thời là hình mẫu nhân vật nữ mạnh mẽ nhất trong game.
Automaton nhận định Furina đã làm thay đổi đáng kể meta game, khi cô là nhân vật đầu tiên yêu cầu đội hình có khả năng hồi phục HP tốt để tối ưu hóa sát thương. Nhờ cơ chế này, những nhân vật “lỗi thời” như Jean và Barbara trở nên hữu dụng hơn, đóng vai trò then chốt trong đội hình xoay quanh Furina. Dengeki nhận định Furina là “nhân vật hỗ trợ đa năng” nhờ khả năng tăng sát thương trực tiếp cho toàn đội thông qua Kỹ Năng Nộ, thay vì chỉ tăng một chỉ số cụ thể như Tấn Công. Điều này giúp cô trở thành lựa chọn lý tưởng cho hầu hết các đội hình, kể cả những nhân vật không phụ thuộc vào chỉ số Tấn Công như Neuvillette hay Albedo. GAME Watch nhận định Furina cần thêm một nhân vật hồi máu để vận hành tốt đội hình. Ngoài khả năng hỗ trợ chiến đấu, Furina còn sở hữu khả năng di chuyển trên mặt nước, giúp cô trở thành lựa chọn lý tưởng khi thám hiểm đại thế giới.